# ピンと針
「ピンと針」（ピンとはり、Needles and Pins）は、ジャック・ニッチェとソニー・ボノが作詞作曲し、ジャッキー・デシャノンが1963年に発表した楽曲。サーチャーズのカバー・バージョンによって広く知られるようになった。

## ジャッキー・デシャノンのバージョン
ソニー・ボノが1991年に書いた自伝によれば、ジャック・ニッチェのギターに合わせて歌いながら、二人で歌詞とメロディを書いたという。これに対しジャッキー・デシャノンは近年、異論を唱えている。使われた楽器はギターではなくピアノであり、かつ、デシャノン自身も二人の曲書きの作業にずっと参加したと主張する。
1963年4月11日、デシャノンはシングルA面として発表。ビルボード・Hot 100では84位だったが、カナダのCHUM（1957年から1968年まで存在したヒットチャート）で1位を記録した。 

## サーチャーズのバージョン
サーチャーズはハンブルグのスター・クラブでクリフ・ベネットが歌っているのを聴いたとき、ベネットがレコーディングしてしまう前に自分らのシングルとしてすぐに発表すべきだと考えた。プロデューサーのトニー・ハッチの判断で、リード・ボーカルはトニー・ジャクソンではなく、マイク・ペンダーが務めた。1964年1月7日、シングルA面として発表した。B面は「涙の週末」。
イギリス、アイルランド、南アフリカの3か国で1位を記録。Billboard Hot 100では4月11日から4月25日にかけて3週連続で13位を記録した。西ドイツは8位、スウェーデンは5位を記録するなど世界的なヒットとなった。
サーチャーズはこの年、ドイツ語バージョン「Tausend Nadelstiche」も発表している。
ハッチの方針に従うことのできなかったジャクソンは同年7月にグループを脱退し、「トニー・ジャクソン&ザ・ヴァイブレーションズ」を結成した。サーチャーズは翌8月、新しいベーシストとしてフランク・アレンをメンバーに引き入れた。

## その他のバージョン
- ペトゥラ・クラーク - 1963年のEP「Entre nous il est fou」に収録。フランス語詞。タイトルは「La nuit n'en finit plus」。
- デル・シャノン - 1965年のアルバム『One Thousand Six Hundred Sixty One Seconds with Del Shannon』に収録。
- シェール - 1965年のアルバム『All I Really Want to Do』に収録。
- ゲイリー・ルイス&ザ・プレイボーイズ - 1965年のアルバム『This Diamond Ring』に収録。
- スモーキー - 1977年のシングル。イギリスで10位、オーストリアで1位、西ドイツで2位、オーストラリアで7位を記録。
- ラモーンズ - 1978年のアルバム『ロード・トゥ・ルーイン』に収録[12]。
- トム・ペティ&ザ・ハートブレイカーズ - 1985年のライブ・アルバム『Pack Up the Plantation: Live!』に収録。スティーヴィー・ニックスがペティとともに歌っている。シングルカットされ、全米37位を記録した。
- ツイッギー - 1989年のシングル「Winter Wonderland」に収録。